# デリラ・コットー
デリラ・コットー（Delilah Cotto、1970年11月26日 - ）は、アメリカ合衆国の女優。

## 出演作品
- NUMB3RS ナンバーズ　〜天才数学者の事件ファイル シーズン5
- 必殺処刑人 リベンジ（カリダ）
- バッデスト　偽りの捜査線
- LAW & ORDER　ロー&オーダー シーズン6